# 5 groszy wzór 1990
5 groszy wzór 1990 – moneta pięciogroszowa, wprowadzona do obiegu w dniu denominacji z 1 stycznia 1995 r., zarządzeniem z 29 listopada 1994 r. Została zastąpiona pięciogroszówką wzór 2013 o zmodyfikowanym wzorze awersu.
Pięciogroszówkę wzór 1990 bito w latach 1990–2014.

## Awers
W centralnym punkcie umieszczono godło – orła w koronie, pod łapą orła, z prawej strony, znak mennicy – litery M W, poniżej rok bicia, dookoła napis: „RZECZPOSPOLITA POLSKA”.

## Rewers
Na tej stronie monety znajduje z lewej strony duża cyfra 5, obok u góry poziomy napis: „GROSZY”, poniżej kompozycja pięciu liści dębu.

## Nakład
Monetę bito w mosiądzu manganowym MM59 na krążku o średnicy 19,5 mm, masie 2,59 grama, z rantem na przemian ząbkowanym i gładkim, według projektów:
- Stanisławy Wątróbskiej-Frindt (awers) oraz
- Ewy Tyc-Karpińskiej (rewers),

w Mennicy Państwowej / Polskiej (S.A.).
Nakłady monety w poszczególnych latach przedstawiały się następująco:
| Lp. | Rocznik | Mennica                                      | Nakład (sztuk) | Uwagi                                          |
| --- | ------- | -------------------------------------------- | -------------- | ---------------------------------------------- |
| 1   | 1990    | Mennica Państwowa                            | 70 240 000     |                                                |
| 2   | 1991    | Mennica Państwowa                            | 171 040 000    |                                                |
| 3   | 1992    | Mennica Państwowa                            | 103 784 000    |                                                |
| 4   | 1993    | Mennica Państwowa                            | 20 280 101     |                                                |
| 5   | 1998    | Mennica Państwowa                            | 93 472 002     |                                                |
| 6   | 1999    | Mennica Państwowa                            | 99 024 000     |                                                |
| 7   | 2000    | Mennica Państwowa                            | 75 600 000     |                                                |
| 8   | 2001    | Mennica Państwowa                            | 67 368 000     |                                                |
| 9   | 2002    | Mennica Państwowa                            | 67 200 000     |                                                |
| 10  | 2003    | Mennica Państwowa                            | 48 000 000     |                                                |
| 11  | 2004    | Mennica Państwowa (S.A.)                     | 62 500 000     |                                                |
| 12  | 2005    | Mennica Państwowa S.A. / Mennica Polska S.A. | 113 000 000    |                                                |
| 13  | 2006    | Mennica Polska S.A.                          | 54 000 000     |                                                |
| 14  | 2007    | Mennica Polska S.A.                          | 116 000 000    |                                                |
| 15  | 2008    | Mennica Polska S.A.                          | 107 000 000    |                                                |
| 16  | 2009    | Mennica Polska S.A.                          | 160 000 000    |                                                |
| 17  | 2010    | Mennica Polska S.A.                          | 100 000 000    |                                                |
| 18  | 2011    | Mennica Polska S.A.                          | 90 000 000     |                                                |
| 19  | 2012    | Mennica Polska S.A.                          | 60 000 000     |                                                |
| 20  | 2013    | Mennica Polska S.A.                          | 88 000 000     | w tym roczniku bito również 5 groszy wzór 2013 |
| 21  | 2014    | Mennica Polska S.A.                          | 15 000 000     | w tym roczniku bito również 5 groszy wzór 2013 |

## Opis
Z datą na monecie 2013 i 2014 w obieg wprowadzano pięciogroszówki o starym i nowym wzorze awersu.
W 2005 r. Mennica Polska, z okazji 10 lat w obiegu, wyemitowała zestawy kwadratowych klip okolicznościowych, w skład których wchodził również numizmat przedstawiający w centralnej części po obu stronach rysunki awersu i rewersu pięciogroszówki wzór 1990. Na awersie w miejscu cyfr określających rok bicia umieszczono napis „1995–2005”. Numizmaty te powstały na metalicznych kwadratach o wymiarach 25 × 25 mm w czterech wersjach:
- w mosiądzu manganowym (tak samo jak w przypadku monety wprowadzonej do obiegu) – masa 8,1 grama, nakład 5000 sztuk,
- w miedzi – masa 8,5 grama, nakład 2000 sztuk,
- w srebrze Ag925 – masa 9,77 grama, nakład 1000 sztuk,
- w złocie Au900 – masa 18 gramów, nakład 50 sztuk.

Ponieważ emitentem zestawów okolicznościowych była Mennica Polska, a nie Narodowy Bank Polski, numizmaty te nie są monetami w dosłownym tego słowa znaczeniu. Mimo to, w niektórych polskich katalogach wymieniane są na równi z monetami obiegowymi.

## Wersje próbne
Istnieje wersja tej monety należąca do serii próbnych w niklu z roku 1990, z wypukłym napisem PRÓBA, wybita w nakładzie 500 sztuk oraz wersja próbna technologiczna z 1991 r., w miedzioniklu, bez napisu PRÓBA, w nieznanym nakładzie.